# Видаль-блан
Видаль-блан (фр. Vidal Blanc) — технический (винный) гибридный сорт белого винограда. Выведен скрещиванием сортов Треббиано Тоскано × Район д'ор (Seibel 4986) французским селекционером Жаном-Луи Видалем (фр. Jean Louis Vidal) в 1930-е годы. Основной задачей, решаемой Видалем, было выведение нового сорта для производства коньяка в регионе Шаранта.
Хотя его прародитель «Район д’ор» (выведенный французским селекционером А. Зейбелем, 1844—1936) происходит от дикого североамериканского винограда, видаль не обладает характерным для последнего «лисьим» (клубничным) вкусом.

## География

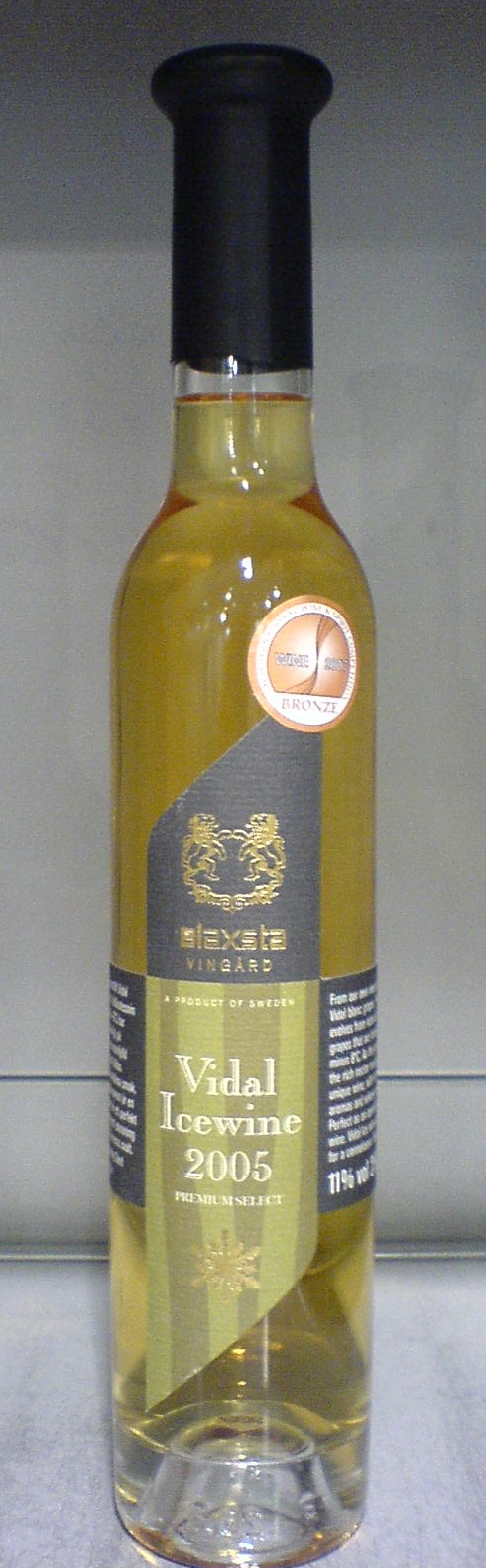
Шведское ледяное вино из Видаль-блана

Благодаря зимоустойчивости данный сорт получил основное распространение не во Франции, а в Швеции, Канаде, в особенности в Онтарио, и на северо-востоке США, в регионе Великих озёр. Хотя сорт был выведен во Франции, сегодня он больше не является разрешенным сортом винограда, и в департаменте Приморская Шаранта осталось всего несколько редких насаждений.

## Основные характеристики
Цветок обоеполый.
Грозди крупные, конические, плотные.
Ягоды мелкие, округлые, жёлто-зелёные. Кожица прочная.
Вызревание побегов хорошее.
Сорт позднего периода созревания.
Урожайность высокая.
Сорт морозоустойчив. Устойчивость против грибных заболеваний высокая.

## Использование
Вина, производимые из видаль-блана, имеют фруктовый привкус, с нотками грейпфрута и ананаса. Благодаря высокому уровню сахара в ягодах, уровням кислотности выше среднего и фруктовости, он часто используется для создания сладких, десертных вин. В частности, благодаря прочной наружной кожице ягод, он хорошо подходит для создания ледяного вина. Вина из сорта, как правило, не обладают потенциалом к хранению.